# Parevia mathani
Parevia mathani är en fjärilsart som beskrevs av Rothschild 1909. Parevia mathani ingår i släktet Parevia och familjen björnspinnare. Inga underarter finns listade i Catalogue of Life.